# Flatbergium
Flatbergium, monotipski rod mahovnjača svrstana u porodicu Flatbergiaceae, dio reda Sphagnales. Jedina je vrsta F. sericeum, koja je raširena od Nove Gvineje do Kine.

## Vanjske poveznice
|  | Wikivrste imaju podatke o taksonu Flatbergium sericeum |